# فورديل نارسينغ
فورديل نارسينغ (بالهولندية: Furdjel Narsingh)‏ (13 مارس 1988 بأمستردام في هولندا - ) هو لاعب كرة قدم هولندي في مركز الهجوم. لعب مع أياكس أمستردام وإي زد ألكمار وبي إي سي زفوله ونادي فولندام ونادي كامبور ونادي تلستار ‏.

## وصلات خارجية
- فورديل نارسينغ على موقع قاعدة بيانات كرة القدم.إي يو (الإنجليزية)
- فورديل نارسينغ على موقع Soccerway.com (الإنجليزية)
- فورديل نارسينغ على موقع عالم كرة القدم.نت (الإنجليزية)